# Wakefield (municipalité de canton)
Wakefield est une ancienne municipalité de canton du comté de Hull, au Québec. Créée le 1er juillet 1845 peu après la proclamation du canton cadastral, elle est dissoute lors de la suspension du régime municipal deux ans plus tard, puis recréée en 1855. La municipalité de canton de Wakefield-Partie-Est et le village de Wakefield sont détachés respectivement en 1892 et 1917. La municipalité de canton de Wakefield est fusionnée à d'autres municipalités environnantes le 1er janvier 1975 afin de constituer la municipalité de La Pêche.
Le territoire du canton de Wakefield comprenait les hameaux suivants :
- Alcove, ou North Wakefield;
- Farrellton, ou Upper Wakefield;
- Lordsvale.

On trouvait également le hameau de Rockhurst sis aux limites du village de Wakefield, du canton de Wakefield et de la municipalité de Sainte-Cécile-de-Masham.